# Tetraselmis chui
Tetraselmis chui é uma alga unicelular, por vezes utilizada como condimento.
1. ↑  «Isolation of two novel Chlorella vulgaris and Tetraselmis chui mutants with improved protein contents and pigments for food applications»